# The Lower Red Lion

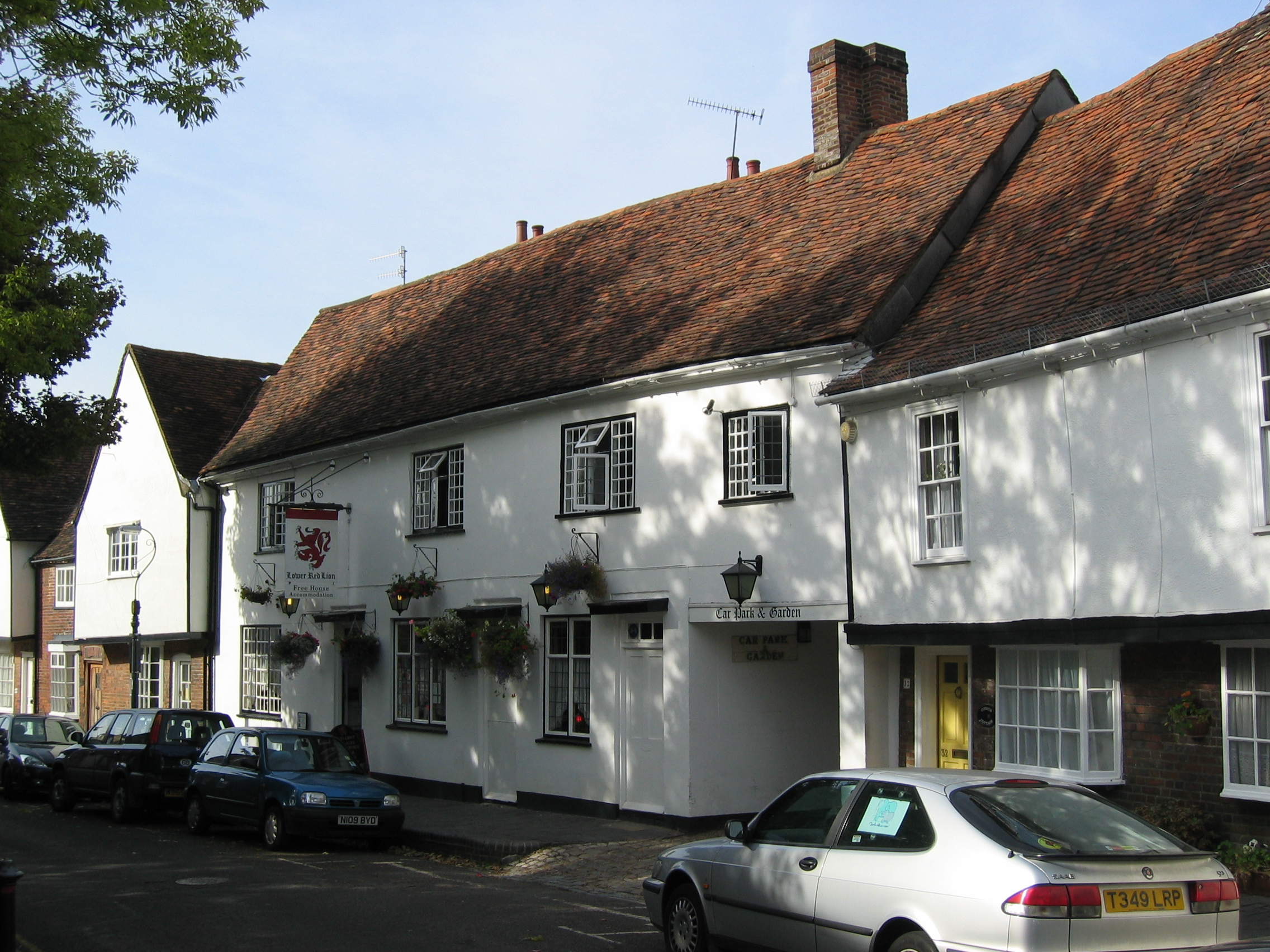
The Lower Red Lion

O The Lower Red Lion é uma casa pública em 34 e 36 Fishpool Street em St Albans, Hertfordshire, Inglaterra. O edifício é do século XVII e foi classificado como Grau II pela histórica Inglaterra .